# Puchar Wysp Owczych w piłce nożnej kobiet (2020)
Puchar Wysp Owczych w piłce nożnej kobiet 2020 (far. Steypakappingin kvinnur) – 30. edycja rozgrywek mających na celu wyłonienie zdobywcy Pucharu Wysp Owczych. Tytułu bronił klub HB Tórshavn, a przejął go KÍ Klaksvík.

## Uczestnicy
W Pucharze Wysp Owczych biorą udział drużyny ze wszystkich poziomów ligowych na archipelagu. Większość zespołów rozpoczęła od ćwierćfinału, jedynie występujące w drugiej lidze TB/FCS/Royn i AB Argir/B71 Sandoy od rundy wstępnej.
| Grający od ćwierćfinału                                                                           | Grający od ćwierćfinału | Grający od rundy wstępnej           |
| Betrideildin kvinnur 2020 6 drużyn                                                                | 1. deild 2020 3 drużyny | 1. deild 2020 3 drużyny             |
| - B36 Tórshavn - EB/Streymur/Skála ÍF - HB Tórshavn - ÍF/Víkingur/B68 - KÍ Klaksvík - NSÍ Runavík | - 07 Vestur             | - AB Argir/B71 Sandoy - TB/FCS/Royn |

## Terminarz
| Runda         | Data pierwszego meczu | Data drugiego meczu | Uwagi                                                       |
| ------------- | --------------------- | ------------------- | ----------------------------------------------------------- |
| Runda wstępna | 19 lipca 2020         | nie rozgrywa się    | Udział rozpoczęły drużyny TB/FCS/Royn i AB Argir/B71 Sandoy |
| Ćwierćfinał   | 28 października 2020  | nie rozgrywa się    |                                                             |
| Półfinał      | 13 listopada 2020     | nie rozgrywa się    |                                                             |
| Finał         | 22 listopada 2020     | nie rozgrywa się    |                                                             |

## Runda wstępna
| Drużyna 1           | Wynik   | Drużyna 2   |
| ------------------- | ------- | ----------- |
| 19 lipca 2020       |         |             |
| AB Argir/B71 Sandoy | 3:0 wo. | TB/FCS/Royn |

| 19 lipca 2020 | AB Argir/B71 Sandoy | 3:0 (wo.) | TB/FCS/Royn |                    |
|               |                     |           |             | inni í Dal, Sandur |

## Faza Pucharowa

### Ćwierćfinały
| Drużyna 1            | Wynik   | Drużyna 2       |
| -------------------- | ------- | --------------- |
| 28 października 2020 |         |                 |
| AB Argir/B71 Sandoy  | 2:5     | KÍ Klaksvík     |
| EB/Streymur/Skála ÍF | 1:2 pd. | NSÍ Runavík     |
| 07 Vestur            | 1:8     | B36 Tórshavn    |
| HB Tórshavn          | 0:1     | ÍF/Víkingur/B68 |

| 28 października 2020 | AB Argir/B71 Sandoy                             | 2:5   | KÍ Klaksvík                                         |                                                           |
| 18:00 WET            | Fridrikka Clementsen 32' · Judith Rasmussen 88' | (1:3) | 24', 33', 36' Evy á Lakjuni · 56', 60' Hervør Olsen | inni í Dal, Sandur Sędzia: Heini Hellisdal (B36 Tórshavn) |
| 18:00 WET            | 60' Sanna Svarvadal                             | (1:3) |                                                     | inni í Dal, Sandur Sędzia: Heini Hellisdal (B36 Tórshavn) |

| 28 października 2020 | EB/Streymur/Skála ÍF                                                                     | 1:2 (pd.)       | NSÍ Runavík                                                                |                                                                             |
| 19:00 WET            | Sigrun Kallsoy Kristiansen 40'                                                           | (1:1, 1:1, 1:2) | 45' Laila Pætursdóttir · 91' Margunn Lindholm                              | við Margáir, Streymnes Widzów: 70 Sędzia: Dávid Waag Sjóstein (KÍ Klaksvík) |
| 19:00 WET            | Sára Jógvansdóttir Magnussen 26' · Sigrun Kallsoy Kristiansen 55' · Durita Mikkelsen 96' | (1:1, 1:1, 1:2) | 31' Monika Sumberg Samuelsen · 60' Hansina Ronaldsdóttir · 95' Unn Hvidbro | við Margáir, Streymnes Widzów: 70 Sędzia: Dávid Waag Sjóstein (KÍ Klaksvík) |

| 28 października 2020 | 07 Vestur         | 1:8   | B36 Tórshavn                                                                                             |                                                                       |
| 19:30 WET            | Sesilia Olsen 41' | (1:1) | 29', 88', 90' Elisabet Vang · 60' Helena Johannesen · 62' Bára Magnussen · 79', 80', 83' Emma Hansdóttir | á Dungasandi, Sørvágur Widzów: 70 Sędzia: Jónfinn Olsen (MB Miðvágur) |

| 28 października 2020 | HB Tórshavn                | 0:1   | ÍF/Víkingur/B68 |                                                                 |
| 19:30 WET            |                            | (0:0) | 85' Jensa Olsen | Tórsvøllur, Tórshavn Widzów: 50 Sędzia: Heini Viðoy (Undrið FF) |
| 19:30 WET            | Julia Helena Henriksen 90' | (0:0) |                 | Tórsvøllur, Tórshavn Widzów: 50 Sędzia: Heini Viðoy (Undrið FF) |

### Półfinały
| Drużyna 1         | Wynik | Drużyna 2       |
| ----------------- | ----- | --------------- |
| 14 listopada 2020 |       |                 |
| B36 Tórshavn      | 2:3   | NSÍ Runavík     |
| KÍ Klaksvík       | 3:1   | ÍF/Víkingur/B68 |

| 14 listopada 2020 | B36 Tórshavn                               | 2:3   | NSÍ Runavík                                                           |                                                                  |
| 13:30 WET         | Emma Hansdóttir 11' · Bára Magnussen 52'   | (1:1) | 15' Mirjam Huneck · 87' (sam.) Elisabet Vang · 90+1' Margunn Lindholm | í Hólmanum, Eiði Widzów: 120 Sędzia: Tóki Høghamar (EB/Streymur) |
| 13:30 WET         | Elsa Jacobsen 80' · Sissal Haraldsen 90+2' | (1:1) | 30' Heidi Sevdal · 71' Monika Samuelsen                               | í Hólmanum, Eiði Widzów: 120 Sędzia: Tóki Høghamar (EB/Streymur) |

| 14 listopada 2020 | KÍ Klaksvík                                   | 3:1   | ÍF/Víkingur/B68         |                                                           |
| 17:00 WET         | Evy á Lakjuni 3' (k.), 51' · Hervør Olsen 14' | (2:1) | 35' Jensa Tórolvsdóttir | við Løkin, Runavík Sędzia: Leivur Zachariassen (Skála ÍF) |
| 17:00 WET         | Ragna Patawary 35'                            | (2:1) | 67' Hanna Højgaard      | við Løkin, Runavík Sędzia: Leivur Zachariassen (Skála ÍF) |

### Finał
| 22 listopada 2020 18:00 WET | KÍ Klaksvík · Rannvá Andreasen 24' · Hervør Olsen 68' · Victoria á Lakjuni 71' | 3:0(1:0)Raport | NSÍ Runavík | Tórsvøllur, Tórshavn Sędzia: Heini Viðoy (Undrið FF) |
|                             | kartki: · Sanna Svarvadal 64' · Gudný Johannessen 76'                          |                |             |                                                      |

|                       |    |                       |
|                       |    |                       |
| BR                    | 16 | Óluva Joensen         |
| OB                    | 3  | Birita Ryan           |
| OB                    | 7  | Ragna Patawary        |
| OB                    | 10 | Sanna Svarvadal (C)   |
| PO                    | 5  | Victoria á Lakjuni    |
| PO                    | 11 | Evy á Lakjuni         |
| PO                    | 12 | Gudný Johannessen 87' |
| PO                    | 15 | Durita Hummeland      |
| PO                    | 17 | Jórun Patawary        |
| NA                    | 4  | Hervør Olsen 83'      |
| NA                    | 9  | Rannvá Andreasen 73'  |
| Rezerwowi:            |    |                       |
| OB                    | 6  | Rutt Gregersen        |
| OB                    | 13 | Tórunn Joensen        |
| PO                    | 2  | Malena Olsen 83'      |
| PO                    | 14 | Tóra Mohr             |
| NA                    | 8  | Malena Josephsen 87'  |
| ??                    | 19 | Eivør á Kósini        |
| ??                    | 20 | Jancý Mohr 73'        |
| Trener:               |    |                       |
| Aleksandar Djordjević |    |                       |

|               |    |                       |
|               |    |                       |
| BR            | 20 | Sjarlotta Joensen     |
| OB            | 6  | Mirjam Huneck         |
| PO            | 3  | Unn Hvidbro           |
| PO            | 4  | Monika Samuelsen      |
| PO            | 5  | Hansina Ronaldsdóttir |
| PO            | 7  | Laila Pætursdóttir    |
| PO            | 8  | Margunn Lindholm      |
| PO            | 13 | Lena Olsen            |
| PO            | 19 | Rúna Olsen 90'        |
| NA            | 10 | Heidi Sevdal (C)      |
| ??            | 16 | Maria Johansen 73'    |
| Rezerwowi:    |    |                       |
| BR            | 21 | Elinbjørg Hansen      |
| PO            | 11 | Miriam Egilsdóttir    |
| PO            | 18 | Ansy Jakobsen 73'     |
| ??            | 17 | Mona Petersen         |
| ??            | 23 | Sonja Steinhólm 90'   |
| ??            | 24 | Sunnfríð Nielsen      |
| ??            | 26 | Ann Mari Nolan        |
| Trener:       |    |                       |
| Egil G. Olsen |    |                       |

| Zdobywca Pucharu Wysp Owczych 2020 |
| KÍ Klaksvík 17. tytuł              |
| ---------------------------------- |